# Sherghati
Sherghati (abans Shergotty) és una ciutat del districte de Gaya a Bihar, Índia. El riu Morhar l'envolta, que és la raó per què la longitud de la ciutat és molt més gran que la seva amplada.
Hi ha un incident geogràfic notable associat amb Sherghati. Un meteorit va caure allà el 1865; està actualment conservat en el Museu d'Història Natural de Londres i és conegut com el meteorit Shergotty.